# Nolasc del Molar
Nolasc del Molar (1902 in Molá, Provinz Tarragona – 1983 in Barcelona) war der Ordensname des Kapuziners Daniel Rebull i Muntanyola. Er trat 1918 dem Kapuzinerorden bei und wurde 1926 zum Priester geweiht. Zahlreiche Werke über Patristik, Geschichte und Literatur, und wichtige Auflagen von alten Texten wurden von ihm veröffentlicht. Er war auch Mitarbeiter der biblischen katalanische Stiftung und der Bernat Metge Stiftung. Andere Werke und Übersetzungen von ihm waren unveröffentlicht geblieben. In seinen letzten Jahren unterschrieb er mit dem Namen Nolasc Rebull.

## Werke
- Consueta del misteri de la gloriosa Santa Àgata (1953). (katalanisch)
- Consueta de Sant Eudald (1954). (katalanisch)
- Per les cançons d’un terrelloner (1956) (Sammlung von Volkslieder mit Pseudonym veröffentlicht).
- Una poesia religiosa del segle XIII (1953–1957). (katalanisch)
- Eiximenis (1960). (katalanisch)
- Traducció i comentari de L’himne acatist a la Mare de Déu (1961). (katalanisch)
- Perfil espiritual de Eiximenis Artikel in Revista de Girona 22 (1963) (spanisch)
- Procés d’un bruixot (1968). (katalanisch)
- La Llegenda àuria de Jaume de Voràgine segons un manuscrit de Vic (1975). (katalanisch)